# Хаклюйт, Ричард
Ричард Ха́клит (Ха́клюйт, Гаклюйт, Хаклют или Ха́клут; англ. Richard Hakluyt; 1552 или 1553 год — 23 ноября 1616 года) — один из самых плодовитых авторов елизаветинской эпохи, идеолог английской колонизации Северной Америки, собиратель географических сведений, подытоживший вклад англичан в Великие географические открытия своим объёмистым сборником «Книга путешествий» (1589, расширенное издание — 1598—1600).

## Ранние годы
В возрасте пяти лет остался сиротой. Его воспитание было возложено на двоюродного брата, лондонского адвоката Ричарда Хаклюйта, члена Московской компании, который, будучи не понаслышке знаком с заморской торговлей, познакомил юного Ричарда с «некоторыми книгами по космографии, с приложением карты мира». С 1570 по 1577 год учился в Оксфорде (колледж Крайст-черч), после чего принял духовный сан.
Несмотря на выбор церковной карьеры, главной страстью его с юных лет оставалось, как он признавался сам, собирание новейших карт и глобусов. Он выписывал их у ведущих картографов, в первую очередь, Абрахама Ортелия и Герарда Меркатора, демонстрируя оксфордским студентам. С его лекций в университете ведёт отсчёт своей истории оксфордская кафедра географии.
Общение с купцами и мореходами привело его к мысли, впервые высказанной в 1582 году в предисловии к английскому переводу описания плавания Картье в Канаду, — о необходимости английской колонизации Северной Америки, особенно её умеренного пояса, права на который английской короне давала экспедиция Себастьяна Кабота. Подобно Хемфри Гилберту и Мартину Фробишеру, разделял представления о существовании в тех краях Северо-западного прохода в сказочно богатые страны Азии.

## Миссия в Париже
В качестве духовника Фрэнсиса Уолсингема и Роберта Сесила пытался продвигать проекты создания плантаций в Новом свете в пику испанцам, которые считали своими все земли западнее Тордесильясской линии. Этим проектам благоприятствовало обострение англо-испанских отношений из-за нападений Фрэнсиса Дрейка на испанские порты. В 1583 году представлен был Уолсингемом в качестве его капеллана английскому посольству в Париже, где старательно собирал затем сведения о французских торговцах пушниной в Канаде, сделавшись связным между английским правительством и мореходами, бежавшими из Португалии после поражения Антонио из Крату.

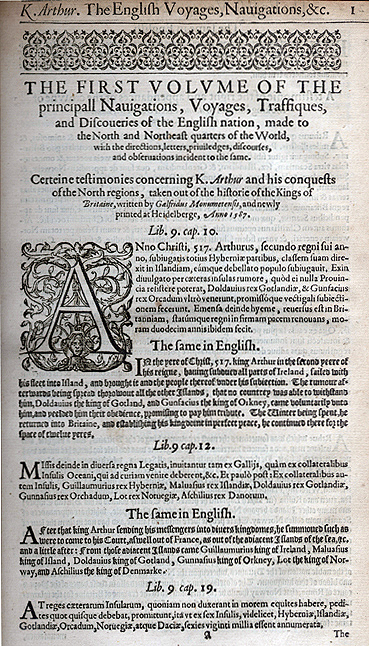
Титульная страница переработанной «Книги путешествий» (1598)

Узнав о намерении Уолтера Рэли снарядить экспедицию для заселения Виргинии (Роанок), представил королеве секретный «Трактат о западных плантациях» (1584). Эта работа (впервые преданная гласности только в 1877 году) принесла ему выгодную синекуру при Бристольском соборе; впоследствии он был переведён в Вестминстерское аббатство. Перед отъездом из Парижа успел опубликовать обзор экспедиций испанских конкистадоров.

## Подготовка колонизации Америки
Не позже 1590 года женился на родственнице известного капера и мореплавателя Томаса Кэвендиша, после чего на некоторое время отошёл от издательской деятельности. Вероятно, в 1590-е годы вместе с издателем Теодором де Бри занимался подготовкой грандиозной «Книги путешествий» — сборника в традиции Рамузио, в который вошли сообщения англичан о путешествиях на запад и восток, в Америку и Московию. Энциклопедия Британника определяет «Книгу путешествий» как «национальный эпос в прозе».
Выход из печати дополненного издания его «Книги путешествий» совпал с образованием Британской Ост-Индской компании. Его авторитетные консультации стали залогом коммерческого успеха этой организации. Активно лоббировал обращение к Якову I в поддержку выдачи патента на колонизацию Виргинии и даже сам собирался отправиться туда вместе с первыми поселенцами. Во многом благодаря его усилиям разрешение на колонизацию в 1606 году получили Плимутская и Вирджинская компании.
В 1609 году перевёл на английский описание экспедиции Эрнандо де Сото. Стоял у истоков созданной в 1612 году Компании Северо-западного прохода (Northwest Passage Company).

## Наследие
За три года до его смерти увидел свет первый том историко-географического сборника другого священника, Сэмюэла Пёрчаса, который впоследствии опубликовал неизданные рукописи своего предшественника с прибавлением собственных изысканий под заголовком «Хаклюйт: посмертное издание...». Эта работа навеяла Кольриджу одно из самых знаменитых стихотворений на английском языке — «Кублай-хан» (Kubla Khan, 1797). В 1846 году в Лондоне было создано «Хаклюйтовское общество», поставившее своей задачей публикацию географических текстов в традициях Хаклюйта и Пёрчаса.